# Піщане (Синельниківський район)
Піща́не — село в Україні, в Синельниківському районі Дніпропетровської області. Входить до складу Покровської селищної громади. Населення становить 18 осіб.

## Географія
Село Піщане знаходиться на лівому березі річки Гайчул, вище за течією на відстані 0,5 км розташоване село Зарічне (Запорізький район), нижче за течією на відстані 2 км розташоване село Герасимівка. Селом тече балка Криничувате і впадає у річку Гайчул.

## Назва
Утворене з хутора Піщаного, назва якого постала від його піщаних ґрунтів.

## Історія
- 1930 — дата заснування.
- До 2016 року орган місцевого самоврядування — Андріївська сільська рада. 12 червня 2020 року, відповідно до розпорядження Кабінету Міністрів України № 709-р від «Про визначення адміністративних центрів та затвердження територій територіальних громад Дніпропетровської області», увійшло до складу Покровської селищної громади[1].  19 липня 2020 року, в результаті адміністративно-територіальної реформи і ліквідації Покровського району, село увійшло до складу новоутвореного Синельниківського району[2].